# Muziek (Matisse)
Muziek is een schilderij van de Franse kunstschilder Henri Matisse.
Het is uitgevoerd in olieverf op doek en meet 260 × 389 cm. Het bevindt zich in de Hermitage in Sint-Petersburg. Matisse vervaardigde het schilderij in 1910 in opdracht van de Russische zakenman Sergej Sjtsjoekin, die het samen met De dans boven de trap in zijn huis hing.
Het schilderij heeft heldere kleuren en heeft een groene voorgrond, blauwe lucht en roodkleurige menselijke figuren.